# دریاچه اکیتیکی
دریاچه اکیتیکی (روسی: Экитыки) یک دریاچه در ناحیه خودگردان چوکوتکای کشور روسیه است.